# Борихино (Московская область)
Бори́хино — деревня в Клинском районе Московской области России.
Относится к сельскому поселению Петровское, до муниципальной реформы 2006 года относилась к Петровскому сельскому округу. Население — 13 чел. (2010).

## Население
| 1852 | 1859 | 1890 | 1926 | 2002 | 2006 | 2010 |
| ---- | ---- | ---- | ---- | ---- | ---- | ---- |
| 293  | ↘290 | ↗393 | ↘230 | ↘10  | ↘3   | ↗13  |

## Расположение
Находится на автодороге Р107 Клин — Лотошино, примерно в 19 км к юго-западу от города Клина, на левом берегу небольшой реки Лапотни (бассейн Иваньковского водохранилища), у деревни перекрытой плотиной.
Связана автобусным сообщением с районным центром. В деревне одна улица — Центральная. Ближайшие населённые пункты — деревни Павельцево и Сметанино.

## Исторические сведения
В «Списке населённых мест» 1862 года Борихина — казённая деревня 1-го стана Клинского уезда Московской губернии по правую сторону Волоколамского тракта, в 23 верстах от уездного города, при колодцах, с 44 дворами и 290 жителями (142 мужчины, 148 женщин).
По данным на 1890 год входила в состав Петровской волости Клинского уезда, число душ составляло 393 человека.
В 1913 году — 64 двора.
По материалам Всесоюзной переписи населения 1926 года — деревня Павельцевского сельсовета Петровской волости, проживало 230 жителей (104 мужчины, 126 женщин), насчитывалось 55 хозяйств, среди которых 49 крестьянских.
С 1929 года — населённый пункт в составе Клинского района Московской области.